# Хулсун-Булук
Хулсун-Булук (балка Салына) (калм. Хулсн Булг — малая река в Целинном районе Калмыкии, приток реки Яшкуль. Берёт начало в балке Салына Ергенинской возвышенности. Согласно данным государственного водного реестра России длина реки составляет 21 км. Водосборная площадь 96 км². Впадает в реку Яшкуль в 118 км от устья (вблизи посёлка Ики-Чонос). Относится к Западно-Каспийскому бассейновому округу. Высота устья — 33 м над уровнем моря.
В 1950-х в долине реки располагались населённые пункты Красный Ударник и Букреев.

## Название
Название реки имеет монгольское происхождение и может быть переведено как «камышовый родник» (калм. Хулсн — камышовый; тростниковый + калм. Булг — ключ, источник, родник).

## Климат и гидрология
Как и у других рек бессточной области Западно-Каспийского бассейна, основная роль в формировании стока реки Хулсун-Булук принадлежит осадкам, выпадающим в холодную часть года. Вследствие значительного испарения в весенне-летний период роль дождевого питания невелика. Большая часть стока приходится на краткий период весеннего снеготаяния.
Количество атмосферных осадков, выпадающих в бассейне реки Хулсун-Булук, невелико и уменьшается в направлении с запада на восток. Так, многолетняя норма атмосферных осадков для расположенного на западе бассейна посёлка Салын составляет всего 345 мм, то в посёлке Ики-Чонос, расположенном чуть ниже впадении реки в реку Яшкуль многолетняя норма осадков составляет уже 322 мм. Континентальность климата также нарастает с запада на восток, тип климата (согласно классификация климатов Кёппена) изменяется от относительно влажного континентального климата на западе бассейна до полупустынного на востоке.